# Yeongju
Yeongju (hangeul : 영주시 ; hanja : 榮州市 ; RR : Yeongju-si) est une ville de la Corée du Sud, dans la province du Gyeongsang du Nord. En 2023, elle compte 100 630 habitants. Elle est située à 40 km au nord d'Andong, la capitale de la province. Son territoire est voisin avec ceux du district de Yecheon et de Bonghwa de la même province, ainsi que ceux du district de Danyang dans la province du Chungcheong du Nord et du district de Yeongwol dans la province du Gangwon.

## Personnalités liées
- Choi Myung-gil